# PC IBM
L'IBM Personal Computer, abbreviato in PC IBM (in inglese IBM PC), PC-IBM o IBM 5150, è un personal computer del 1981 prodotto dalla IBM. Fu uno dei primi personal computer con microprocessore ad architettura x86 ed ebbe grande influenza sul mercato mondiale dei personal computer. È stato poi sostituito dall'IBM Personal Computer XT e da una linea di successori diretti continuata fino al 1987.
Essendo costituito da componenti già disponibili sul mercato, poté essere imitato da altri produttori, cosa che avvenne in massa fino a creare uno standard di fatto, gli IBM compatibili, diretti antenati dei personal computer odierni.

## Storia

Ricostruzione del logo del PC come appare sul frontale

Il PC IBM 5150 è il primo prodotto del colosso IBM per il mercato dei personal computer a costo relativamente basso. L'azienda si occupava di sistemi molto più potenti e costosi e trattava con istituzioni e grandi imprese, e la fascia delle macchine personali da poche migliaia di dollari, sebbene già esistente da metà anni '70, non era economicamente di suo interesse. Tuttavia da qualche anno i personal computer erano in rapida ascesa, specialmente dopo l'ingresso nel 1977 dei più piccoli e più agili concorrenti Apple, Commodore e Tandy, perciò IBM decise infine di entrare anche in quel segmento.
L'azienda aveva già prodotto personal computer, a partire dal trasportabile IBM 5100 (1975), poi seguito da una linea di vari successori, ma si trattava di macchine dal costo molto elevato in rapporto all'utenza personale.
Col successore IBM 5150, meglio noto come l'IBM Personal Computer, si volle entrare nel mercato personal più generale, in tempi rapidi e con costi di sviluppo ridotti. Per questo si ricorse a un design provvisorio, poi rimasto definitivo, basato su un'architettura aperta e sull'utilizzo di componenti già liberamente disponibili sul mercato. Anche il sistema operativo, il PC DOS, per gli stessi motivi fu esternalizzato alla Microsoft, che poteva comunque venderlo a terzi come MS-DOS. Allo stesso modo il linguaggio di programmazione in dotazione era basato sul Microsoft BASIC, già ampiamente diffuso. Il design della macchina non era molto originale, ma era comunque riconoscibile, e pur non essendo un trasportabile pesa poco più dell'IBM 5100.
La proposta di produrre un PC economico partì nel 1980 da William Lowe, direttore del laboratorio della IBM General Systems Division a Boca Raton. L'amministratore delegato di IBM, Frank Cary, gli concesse appena un mese per sviluppare un prototipo e un anno per portarlo sul mercato. Poco dopo, il progetto passò in mano a Don Estridge, con il nome in codice Chess. Data la natura insolita e affrettata del progetto, Estridge ottenne il permesso di condurlo in modo sperimentale, al di fuori delle procedure standard IBM. Bill Sydnes fu il responsabile dell'hardware, Jack Sams del software, Dave Bradley programmò l'interfaccia, Mark Dean e Dennis Moeller realizzarono il bus, H. L. Sparks curò il marketing.

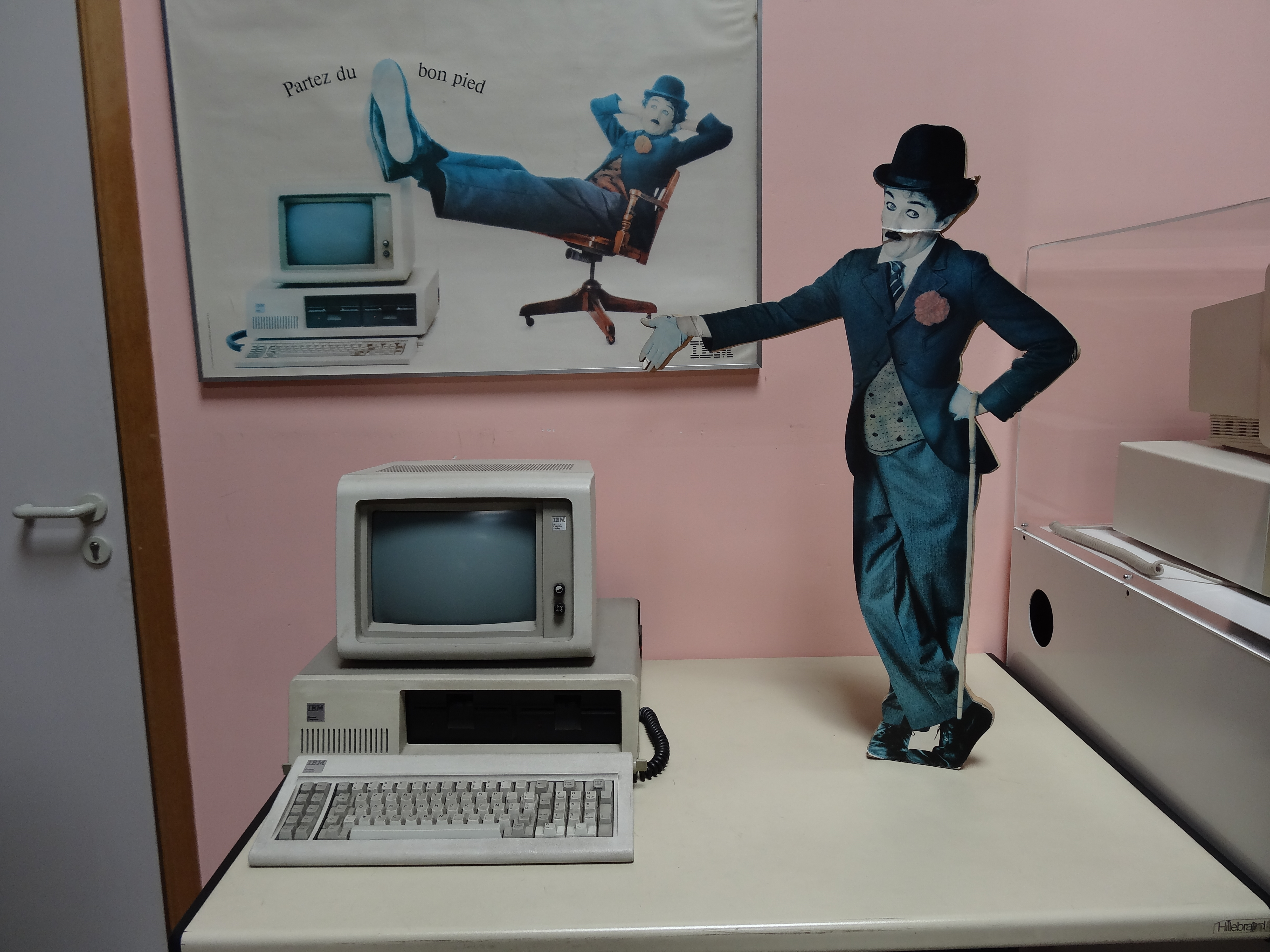
PC e materiale pubblicitario d'epoca con Charlot

Il PC IBM fu presentato ufficialmente il 12 agosto 1981.
Si fece una campagna pubblicitaria con un attore che interpreta Charlot, cosa che diede un'immagine un po' meno austera della IBM. L'accoglienza del pubblico al prodotto fu molto positiva; il PC IBM non era il personal computer più avanzato, né tantomeno il più economico, ma poteva contare sulla grandissima reputazione del marchio IBM.
Il PC fu un successo immediato, e vendette oltre 500 000 unità nei primi due anni.
La configurazione di base del PC, che costava oltre 1.500 $ senza monitor, era superata nel rapporto prestazioni/prezzo anche dall'Apple II uscito quattro anni prima. Però il microprocessore del PC aveva potenza ben superiore e la macchina era progettata per permettere un'elevata espandibilità dell'hardware. Ampliando la configurazione con caratteristiche come più RAM, scheda grafica a colori e due lettori di floppy si superavano i 4000 $, una cifra proibitiva per l'utente personale medio, ma adeguata per le aziende che volevano affidarsi al marchio di punta IBM.
Tutte le componenti del PC IBM erano agevolmente riproducibili, tranne il BIOS, che rappresentava la proprietà intellettuale che la IBM difese anche in tribunale dalle imitazioni non autorizzate. Tuttavia, già dal 1982 questa limitazione venne raggirata grazie all'ingegneria inversa, che permise di riprodurre fedelmente e legalmente le funzioni del BIOS originale senza copiarne il codice sorgente. La concorrenza iniziò quindi a produrre una moltitudine di computer simili detti IBM compatibili, fino a far diventare il PC uno standard.
La denominazione "PC IBM" verrà usata in seguito per indicare tutti i personal computer prodotti negli anni seguenti da IBM, in particolare i suoi successori diretti IBM Personal Computer XT (1983) e AT (1984) e i portatili IBM Portable Personal Computer (1986) e IBM PC Convertible (1989). Il nome fu abbandonato con la nuova generazione IBM PS/2 (1987) per poi essere riutilizzato con la serie PC (1994-2000).

## Caratteristiche

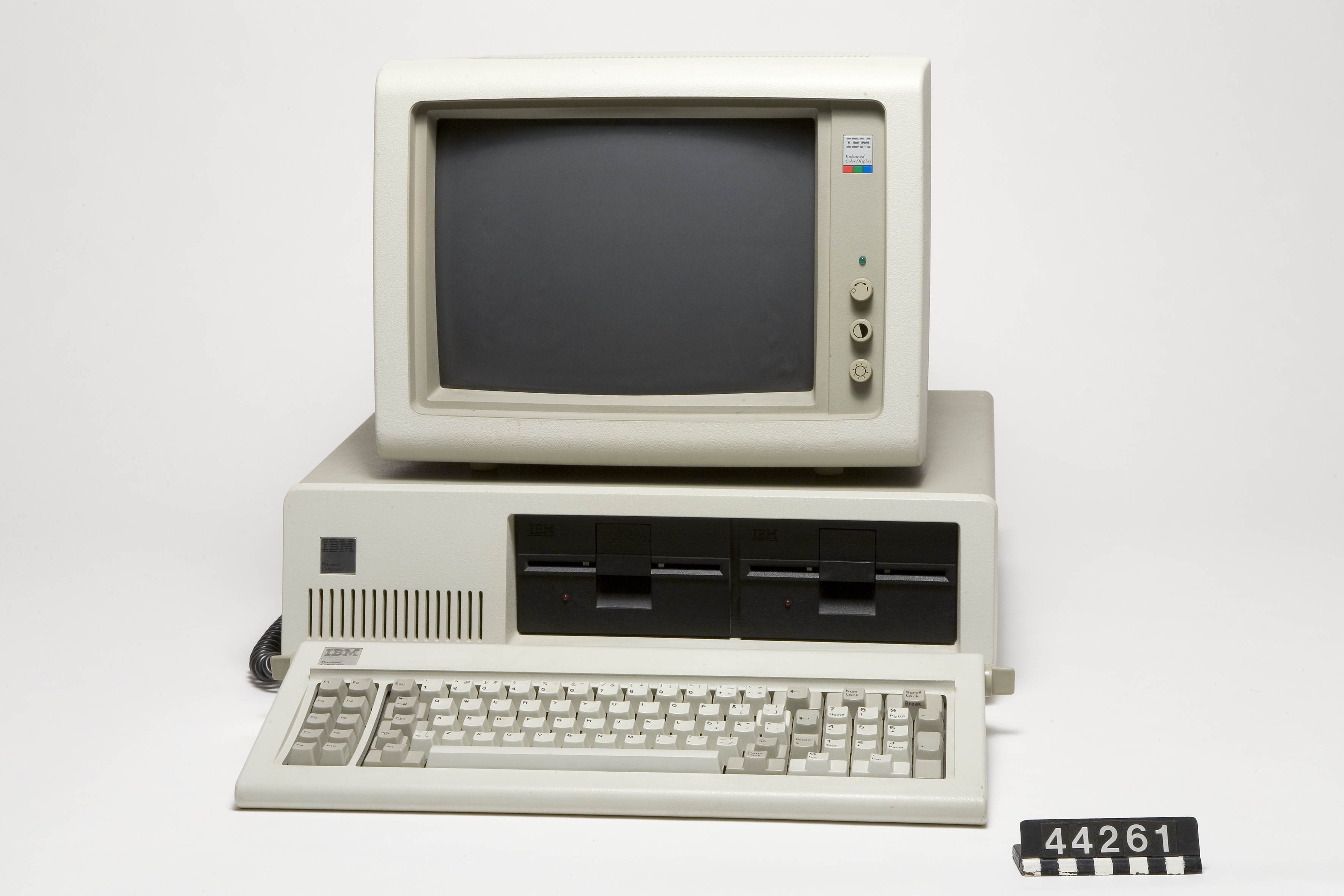
PC con monitor IBM 5153 e tastiera svedese

Per quanto riguarda la tecnologia costruttiva di base e il funzionamento di base, l'IBM Personal Computer è un computer elettronico digitale basato sull'architettura di von Neumann.
In particolare il PC IBM venne realizzato con architettura aperta, utilizzando ("assemblando") prodotti normalmente reperibili sul mercato.
Per quanto riguarda il suo aspetto esteriore, è un computer desktop non all-in-one. In particolare, di base (cioè senza accessori opzionali), l'hardware del computer è costituito unicamente dal case orizzontale IBM 5150, contenente la scheda madre e la memoria di massa, e da una periferica esterna: una tastiera alfanumerica, utilizzata dal computer come principale interfaccia utente di input. Come principale interfaccia utente di output è necessario utilizzare un display video, che però non era compreso di serie.
L'alimentatore elettrico, da 75 W, si trova all'interno del case.
Per aggiungere al computer un display video è possibile non solo ricorrere a un monitor, appoggiabile sopra il case, ma anche a un televisore: le frequenze video utilizzate dal computer sono infatti le stesse utilizzate dagli apparecchi disponibili in quegli anni negli Stati Uniti (standard NTSC). All'epoca l'IBM commercializzava come accessori opzionali due modelli di monitor video: inizialmente l'IBM 5151 e poi l'IBM 5153 introdotto nel 1983. Il primo è un monitor da 11,5" con schermo monocromatico a fosfori verdi, il secondo è un monitor da 13" con schermo a colori.
La tastiera è una QWERTY a 83 tasti, con tastierino numerico sulla destra e con dieci tasti funzione posizionati in due colonne sulla sinistra. È dotata di due piedini estraibili per cambiarne l'inclinazione e si collega al case con cavo a spirale e connettore DIN circolare.

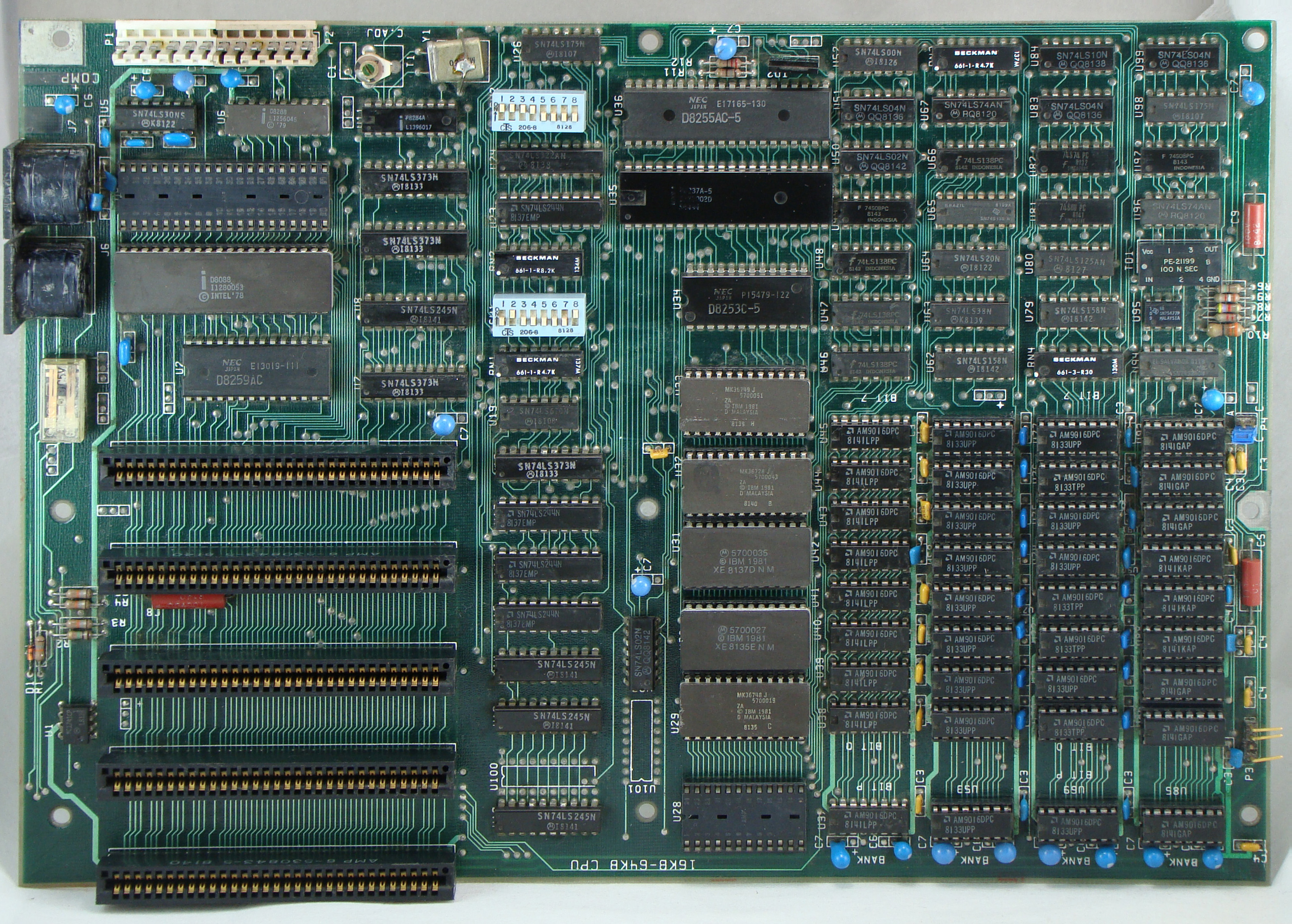
Scheda madre del PC IBM originale, versione con 64 kB di RAM

Come microprocessore il computer ha l'Intel 8088 funzionante a una frequenza di clock di 4,77 MHz. Si tratta di un processore a 16 bit, ma con un bus dati limitato a 8 bit, cosa che lo rende meno efficiente nell'accesso alla memoria, ma più retrocompatibile.
L'unità centrale può ospitare fino a 64 kB di memoria RAM sulla scheda madre, ma inizialmente era commercializzato anche con 16 kB.
Il case è ampio per alloggiare eventuali schede di espansione. La scheda madre è dotata di 5 slot con bus a 8 bit, che in seguito verrà standardizzato come ISA. Due slot sono di fatto utilizzati per l'interfaccia per il floppy disk drive e per la scheda video, tipicamente la monocromatica MDA, oppure era disponibile la CGA (Color Graphics Adapter) a colori.
È anche possibile installare tre schede di espansione della memoria primaria, ciascuna da 64 kB, portando così il totale a 256 kB.
Come sonoro è presente soltanto l'altoparlantino del PC che può emettere forme d'onda a canale singolo.
Il lettore di floppy disk in dotazione è da 5¼ pollici a singola faccia e singola densità, per una capacità formattata di 160 kB. Ci sono vani frontali per uno o due lettori. Non era disponibile un'unità a dischi rigidi.
È presente anche il connettore per utilizzare un registratore a cassette come memoria di massa, ma venne adottato di serie solo il floppy.

## Software

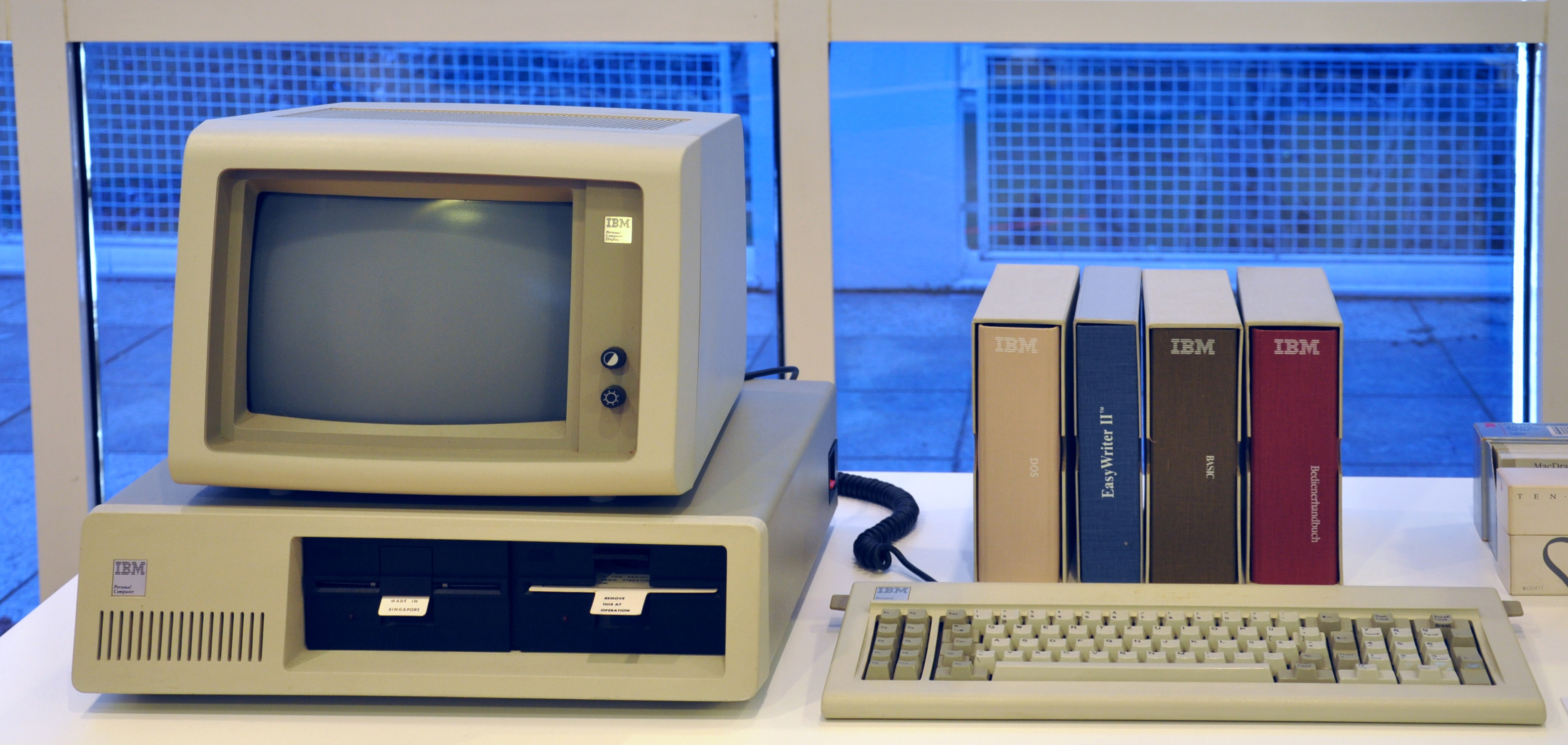
PC in esposizione con alcuni manuali e software ufficiali

Il computer non ha in dotazione un sistema operativo preinstallato, ma deve essere caricato da disco. L'IBM annunciò fin dall'inizio tre diversi sistemi operativi: il PC DOS, il CP/M-86 e l'UCSD p-System. Quello di fatto supportato da IBM e dai principali programmi e distribuito fin da subito è il PC DOS, mentre gli altri due rimasero minoritari.
Come software preinstallato, il PC è dotato di interprete di linguaggio BASIC (variante del Microsoft BASIC) in ROM da 32 kB. Questa versione, detta Cassette BASIC, è la più semplice, ma erano disponibili su disco due versioni più potenti e retrocompatibili, Disk BASIC e Advanced BASIC.
I software di produttività personale resi subito disponibili come pacchetti sono principalmente la videoscrittura e il foglio elettronico VisiCalc. Il PC si poneva commercialmente come una macchina "da ufficio" e la parte grafica e ludica vennero molto trascurate. Erano disponibili programmi di connessione alle grandi macchine aziendali, come mainframe e minicomputer.